# Rajabhat-Universität Buri Ram
Die Buriram-Rajabhat-Universität (thailändisch มหาวิทยาลัยราชภัฏบุรีรัมย์, im englischen Sprachgebrauch Buriram Rajabhat University, kurz BRU) ist eine öffentliche Universität im Rajabhat-System von Thailand.

## Lage
Das Universitätsgelände liegt im Landkreis (Amphoe) Mueang Buriram, der Provinz Buriram. Buriram liegt in Nordtosthailand. Die Buriram Rajabhat University befindet sich in der Chira Road 439, Bezirk Mueang, Provinz Buriram. Gegenüber dem ehemaligen Rathaus von Buriram auf einer Fläche von 297 Rai, 1 Ngan, 27 Quadratwa. Ehemals Land der thailändischen Luftwaffe mit der Nutzung als Flughafen.

## Geschichte
Die Buriram-Rajabhat-Universität wurde 1971 als Lehrerkolleg gegründet, sie erhielt 1995 den Status eines Institutes und 2004 den Status einer Universität.

### Symbole
Das Logo der Universität besteht aus den fünf Farben Blau, Grün, Gold, Orange und Weiß, wobei jede Farbe eine eigene Bedeutung hat
- Das Blau steht für das Königtum und stellt den Bezug her, dass der Name Rajabhat Universitäten vom König stammt.
- Das Grün steht für die 40 Standorte der Rajabhat-Universitäten und die auserlesene natürliche Umgebung.
- Das Gold bedeutet Intellektuellen Reichtum.
- Das Orange steht für die lokalen Künste und kulturellen Verzierung aller Rajabhat Universitäts-Standorte.
- Das Weiß repräsentiert die reinen Gedanken der Gelehrten Seiner Majestät des Königs

## Akademische Einrichtungen
Die Universität stellt 61 akademische Programme zur Verfügung, davon entfallen 52 auf Bachelorstudiengänge, sechs Masterstudiengänge, zwei Promotionsprogramme und ein Graduiertenzertifikatsprogramm. Die meisten Studiengänge befinden sich in der Fakultät für Bildungswissenschaften (18), gefolgt von 12 Studiengänge in der Fakultät für Geistes- und Sozialwissenschaften, 12 Studiengänge in der Fakultät der Naturwissenschaften und neun Studiengänge in der Fakultät für Wirtschaftswissenschaften.
- Fakultät für Lehramt / Bildungswissenschaften
- Fakultät für Naturwissenschaften
- Fakultät für Wirtschaftswissenschaft
- Fakultät für Human- und Sozialwissenschaften
- Fakultät für Industrietechnologie
- Fakultät für Agrartechnologie